# Battaglia di Adrianopoli (324)
La battaglia di Adrianopoli fu combattuta il 3 luglio 324 tra l'esercito romano dell'augusto d'Oriente Licinio e l'esercito del suo collega d'Occidente Costantino I e costituì uno degli episodi finali della guerra civile che portò Costantino ad essere l'unico imperatore romano. Costantino, seppure in inferiorità numerica, riuscì a battere il collega in questa prima battaglia.

## Contesto storico
La battaglia di Adrianopoli del 324 rientra nella guerra civile romana che, tra periodi di conflitto e di pace, durò dal 306 al 324 e portò l'impero romano da un sistema pienamente tetrarchico a un sovrano unico, Costantino I.
Nel 316 Costantino aveva sconfitto Licinio nella battaglia di Cibalae, conquistando la penisola balcanica ad eccezione della Tracia; l'anno successivo i due augusti avevano stipulato una pace, con cui si spartirono l'impero; instaurarono anche una sorta di nuova tetrarchia, in quanto Licinio nominò Cesare (vice-imperatore) il proprio figlio Valerio Liciniano Licinio e lo stesso fece Costantino con i figli Crispo e Costantino II. Ma i rapporti tra i due sovrani restarono tesi.
Nel corso del 323 ebbe luogo un'invasione di Goti che mise in crisi l'equilibrio tra i due sovrani: per inseguire i nemici in fuga, Costantino entrò infatti nel territorio di Licinio. Questo fu il casus belli che l'anno successivo portò all'inizio dell'ultima fase della guerra civile: alla reazione ostile di Licinio, Costantino rispose con un'invasione della Tracia.

## Forze in campo
Secondo lo storico Zosimo, le forze messe in campo da Costantino per affrontare Licinio erano composte da una flotta di 200 navi da guerra (da trenta rematori ciascuna) e 2 000 navi da carico, più 120 000 fanti, con 10 000 tra marinai e cavalieri.
Sempre Zosimo narra che Licinio mise insieme un esercito composto da una flotta di 350 triremi (80 provenienti dall'Egitto, 80 dalla Fenicia, 60 dalla Ionia d'Asia, 30 da Cipro, 20 dalla Caria, 30 dalla Bitinia e 50 dall'Africa) oltre a 150 000 fanti e 15 000 cavalieri.
Le truppe di Costantino erano numericamente inferiori a quelle di Licinio, ma erano composte da numerosi veterani e avevano a disposizione le reclute di qualità migliore, quelle provenienti dalle province balcaniche.

## Battaglia
Licinio era accampato presso Adrianopoli (l'attuale Edirne) in Tracia, Costantino giunse da Tessalonica con la fanteria, mentre la flotta raggiunse la foce dell'Evros (anche detto Maritsa), proveniente dal Pireo, e si accampò presso il fiume. I due eserciti si disposero secondo Zosimo su una lunghezza complessiva di 200 stadi (cifra abbastanza inverosimile, poiché corrisponderebbe a 35,4 km; sarebbe più credibile, al contrario, una lunghezza di 20 stadi). Licinio a partire dal monte che sovrasta la città di Adrianopoli al punto in cui il fiume Tonzos si butta nell'Evros.

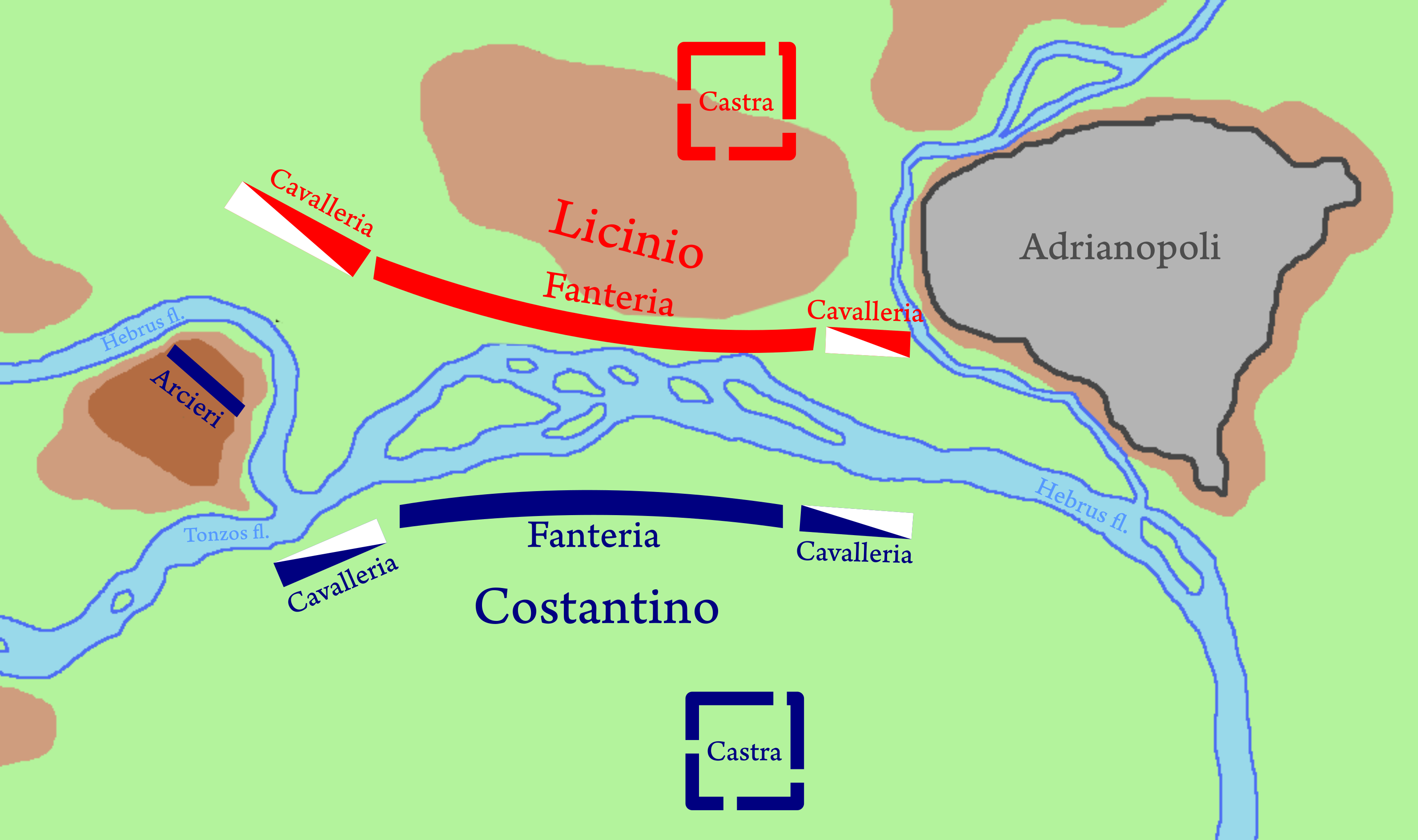
Schema dello scontro avvenuto presso Adrianopoli nel 324 dove le truppe comandate da Costantino, seppure in inferiorità numerica, prevalsero su quelle di Licinio.

Gli eserciti stettero accampati per diversi giorni, uno di fronte all'altro con in mezzo il fiume Evros. Costantino, stanco di attendere, decise di escogitare uno stratagemma, avendo osservato che in un determinato punto il fiume si faceva più stretto. Ordinò all'esercito di portare legna giù da una vicina collina e di intrecciare funi, per far credere al nemico di essere in procinto di costruire un ponte per passare l'Evros. Contemporaneamente salì con 5000 arcieri e 80 cavalieri su un colle vicino, sufficientemente boscoso per nascondere la sua manovra. Costantino, presi 12 cavalieri, attraversò l'Evros nel punto in cui il fiume era stretto e facilmente guadabile, ed inaspettatamente piombò sulle truppe di Licinio, le quali spaventate per la repentinità dell'azione caddero o furono messe in fuga. Appena l'Evros fu superato, anche altri cavalieri e poi tutto l'intero esercito, seguì il suo augusto. Costantino fece grande strage del nemico che lasciò sul campo di battaglia, sempre secondo Zosimo, ben 34 000 armati. Era il 3 luglio del 324, quando Licinio fu sconfitto da Costantino in una battaglia dove quest'ultimo era riuscito, seppure in inferiorità numerica, ad avere la meglio grazie al fatto di avere tra le sue file numerosi veterani.
Nella versione di Eusebio di Cesarea, si racconta che Licinio prima di cominciare la battaglia avrebbe pronunciato questo discorso:
(Eusebio di Cesarea, Vita di Costantino, II, 5, 2-3.)

## Conseguenze
Al tramonto Licinio radunò tutti quelli che poteva, mosse attraverso la Tracia per raggiungere la sua flotta e si ritirò fino a Bisanzio. Il giorno successivo i superstiti dell'armata di Licinio, che si erano rifugiati sul monte o nei dirupi, o erano rimasti indietro nella ritirata, si arresero e consegnarono spontaneamente a Costantino.
In seguito Licinio decise di eleggere un certo Sesto Martiniano al rango di augusto, con l'intento di fermare l'invasore, Costantino penetrò profondamente nel territorio di Licinio, supportato anche dalla flotta che sconfiggerà quella dell'augusto d'oriente nella battaglia dell'Ellesponto: il 18 settembre Licinio verrà sconfitto definitivamente nella battaglia di Crisopoli e Costantino diventerà l'unico imperatore.

### Fonti primarie
- Eusebio di Cesarea, Vita di Costantino, II.
- Zosimo, Storia nuova

### Storiografia moderna
- Grant, Michael (1993), The Emperor Constantine, London. ISBN 0-75380-5286
- Lieu, S.N.C and Montserrat, D. (Ed.s) (1996), From Constantine to Julian, London. ISBN 0-415-09336-8
- Odahl, C.M., (2004) Constantine and the Christian Empire, Routledge 2004. ISBN 0415174856